# Verdens Gang
Verdens Gang, més conegut simplement per les seves sigles VG, és el diari més important de Noruega, amb unes vendes de 343 703 exemplars diaris el 2005. El seu editor és Torry Pedersen. El diari no manté una afiliació partidista. VG és propietat de Schibsted, que també té en propietat el segon diari en importància del país, Aftenposten. La seva seu es troba a Oslo.
Va començar a publicar-se el 1945, per membres del moviment de la resistència, quan el país fou alliberat de l'ocupació de l'Alemanya Nazi durant la Segona Guerra Mundial. El primer número es va publicar el 23 de juny d'aquell any.